# Reguła Handa
Reguła Handa – została stworzona przez amerykańskiego sędziego Learneda Handa na potrzeby sprawy Stany Zjednoczone przeciwko Carroll Towing Co. Stanowi, że sprawca szkody zawinił, jeżeli koszt krańcowy zachowanej przez niego ostrożności jest mniejszy niż wynikająca z tego krańcowa korzyść.

## Opis sprawy
Sprawa dotyczyła utraty barki wraz z jej ładunkiem w porcie w Nowym Jorku. Barka ta była zacumowana pojedynczą liną do kilku pomostów. Holownik pozwanego został wynajęty do wyprowadzania jednej z barek z portu. Aby ją uwolnić, załoga holownika wykonującego zlecenie, nie znajdując nikogo na pokładzie jakiejkolwiek barki, postanowiła odcumować ją samodzielnie. Następnie lina cumownicza została zamocowana ponownie. Nieprawidłowe przypięcie spowodowało zerwanie się jednej z barek, która uderzyła w inny statek i zatonęła wraz z ładunkiem. Właściciel barki, która została zatopiona pozwał właściciela holownika twierdząc, że jego pracownicy błędnie zamocowali linę cumowniczą. Właściciel holownika odpowiedział, że właściciel barki także ponosi odpowiedzialność, ponieważ jego pracownik o pseudonimie „flisak”, nie znajdował się w chwili mocowania liny cumowniczej na barce, a swoją obecnością zapewniłby prawidłowe wykonanie tej czynności. Wydając wyrok w tej sprawie, sędzia L. Hand sformułował swoją słynną regułę w przedstawiony niżej sposób.
„Sędzia L. Hand. [...] Okazuje się z dokonanego dotychczas przeglądu, że nie istnieje ogólna reguła, kiedy brak flisaka lub innego pomocnika skutkowałby odpowiedzialnością właściciela barki za szkody wyrządzone innym statkom, jeżeli barka zerwie się z lin cumowniczych. [...] Skoro zdarzają się przypadki zerwania statku z lin cumowniczych i wtedy staje się on zagrożeniem dla innych statków znajdujących się w pobliżu, obowiązek właściciela, tak jak w innych podobnych sytuacjach, dotyczący zabezpieczenia wynikłych z tego szkód jest funkcją trzech zmiennych: 1) prawdopodobieństwa, że barka ulegnie zniszczeniu; 2) dotkliwości wynikających z tego szkód, jeżeli zostaną wyrządzone; 3) ciężaru adekwatnych środków ostrożności. Być może pomocne będzie przedstawienie tego zapisu w sposób algebraiczny: jeżeli prawdopodobieństwo oznaczymy jako P, szkodę jako L, a ciężar środków ostrożności jako B, to odpowiedzialność będzie zależeć od tego czy B będzie mniejsze niż L pomnożone przez P, czyli B < PL. [...] Sędzia L. Hand zastosował następnie tę formułę do rozstrzyganej sprawy i wyciągnął następujący wniosek: ponieważ w przedmiotowej sprawie B < PL, więc właściciel barki zawinił ze względu na to, że w trakcie godzin pracy w dniu w którym nastąpił wypadek, na pokładzie nie znajdował się flisak”.
Tak więc, zgodnie z tą zasadą sprawca szkody ponosi odpowiedzialność, kiedy inicjowanie kolejnych środków ostrożności jest uzasadnione z punktu widzenia kosztów. Ma to miejsce w sytuacji, gdy ostrożność mieści się na poziomie niższym niż efektywny. Aby uniknąć ponoszenia odpowiedzialności na podstawie reguły Handa, sprawca szkody powinien zwiększać ostrożność, aż do chwili, kiedy powyższa nierówność stanie się równością.

## Posługiwanie się regułą Handa przez sądy amerykańskie
Sądy amerykańskie posługują się regułą Handa rozstrzygając spory odnoszące się do niedbalstwa. Regularne stosowanie reguły Handa pozwala sądzącym określać efektywny poziom ostrożności. W wielu takich sprawach sędziowie zadają sobie pytanie czy podejmowanie dalszych środków ostrożności byłoby uzasadnione z punktu widzenia wszystkich kosztów. W przypadku, gdy odpowiedź brzmi „tak”, to należy uznać, że sprawca szkody nie wypełnił wymogu prawnego, w związku z czym ponosi odpowiedzialność. Sprawcy szkód prawdopodobnie odpowiedzą na takie orzeczenie, zwiększając stopień zachowanej ostrożności.
Sądy amerykańskie nierzadko popełniają błędy przy wykorzystywaniu reguły Handa, co ma znaczny wpływ na rezultaty orzecznictwa. Przy stosowaniu tej reguły sądy powinny równoważyć ciężar przypadający na sprawcę szkody oraz całkowitą korzyść z zachowania ostrożności. Całkowita korzyść odnosi się do zmniejszenia ryzyka dla powoda („ryzyka dla innych”) oraz zmniejszenia ryzyka dla sprawcy szkody („ryzyka własnego”). Co znamienne, sądy często pomijają znaczenie ograniczenia „ryzyka własnego” i w związku z tym ustalają wymóg na zbyt niskim poziomie. Np. bandyta napada na pozbawiony ochrony bank raniąc przy tym klienta. Klient pozywa następnie bank zarzucając kierownictwu, że powinno było zatrudnić ochroniarza w celu odstraszania potencjalnych przestępców. Jeżeli sąd postanowi zastosować regułę Handa do ustalenia, czy bank zawinił, musi zestawić ze sobą koszty zatrudnienia strażnika z wynikającym z tego przewidywanym zmniejszeniem szkody. Oczekiwane zmniejszenie szkody obejmuje ochronę klientów przed doznaniem szkody („ryzyko dla innych”) oraz ochronę banku przed bandytami („ryzyko własne”). Sąd nie uwzględni ponad połowy korzyści z posiadania strażnika, jeśli nie rozważy również zmniejszenie potencjalnego ryzyka dla banku.

## Ryzyko przy stosowaniu reguły Handa
Pomijanie ryzyka własnego jest uchybieniem logicznym przy stosowaniu reguły Handa. Zamiast sugerować się logiką ludzie bowiem zazwyczaj postępują zgodnie ze swoją psychiką. Psychologowie badają regularne inklinacje wpływające na percepcje. Inklinacje oddziałują wyjątkowo silnie na percepcję prawdopodobieństwa. Jedna z nich dotyczy różnicy pomiędzy oceną prawdopodobieństwa wyprzedzającą a określaną post factum. Np. pewna osoba oszacowała w maju możliwość zwycięstwa danego kandydata w listopadowych wyborach prezydenckich na 0,5. W listopadzie kandydat ten odnosi zwycięstwo, a osoba ta jest pytana co sądziła o prawdopodobieństwie tego kandydata w maju. Odpowiedź brzmi 0,7, a więc ta formułowana post factum ocena jest wyższa niż ocena poprzednia, która wynosiła 0,5. Efekt takiej pewności wstecznej sprawia, że sądy błędnie oszacowują skutki niepodjętych środków ostrożności w odniesieniu do prawdopodobieństwa, które w rzeczywistości miało miejsce. Wypowiadane post factum oceny prawdopodobieństwa mogą więc, na podstawie reguły Handa skutkować poniesieniem odpowiedzialności w warunkach, w których nie doprowadziłaby do tego wyprzedzająca ocena prawdopodobieństwa.

## Literatura
- Cooter R., Ulen T., Ekonomiczna analiza prawa, C.H. Beck, Warszawa 2011
- J. P. Brown, Toward an Economic Theory of Liability, „Journal of Legal Studies” (2) 1973
- W. Landes I R.A. Posner, The Economic Structure of Tort Law, 1987